# 銀坑炮台
銀坑炮台是曾與澳門的炮台聯組，防衛澳門半島內港的軍事要塞之一，至今已不存在。銀坑炮台的位置，相當於現今中國珠海市銀坑島。由於留存至今的資料缺乏，故其建成年份為不詳。

## 外部連結
- 澳門百科全書：銀坑炮台